# (467058) 2016 DB10
(467058) 2016 DB10 es un asteroide perteneciente al cinturón de asteroides, descubierto el 2 de diciembre de 2005 por el equipo Spacewatch desde el Observatorio Nacional de Kitt Peak (Arizona, Estados Unidos).